# Ольховский (Большебабинское сельское поселение)
Ольхо́вский — хутор в Алексеевском районе Волгоградской области России. Входит в Большебабинское сельское поселение.
Хутор расположен на севере района, в 6 км севернее хутора Большой Бабинский, в 3 км от автомобильной дороги «Новоаннинский—Алексеевской». В 32 км северо-восточнее расположена железнодорожная станция Филоново (Новоаннинский) на линии «Волгоград—Москва».
В хуторе находятся начальная школа, хутор не газифицирован.
Хутор находится в пойме реки Бузулук.
В окрестностях хутора расположены два государственных памятника природы:
- участок леса, урочище «Остров» (ботанический, ландшафтный заказник; 238 га, типичный пойменный лес с произрастанием липы, осины с густым подлеском различных пород; эстетическое значение);
- озеро «Строкальное» (водный, 18 га, место обитания и размножения диких птиц; эстетическое значение.

| 2010 |
| ---- |
| 59   |

## История
По состоянию на 1918 год хутор входил в Павловский юрт Хопёрского округа Области Войска Донского.